# No fue suficiente
«No fue suficiente» es una canción escrita (junto a Juan Carlos Pérez Soto) e interpretada por la cantante mexicana Paty Cantú, lanzada como el segundo sencillo de su álbum de estudio debut, Me quedo sola, lanzado en 2009.

### Semanales
| País           | Lista                     | Mejor posición |
| -------------- | ------------------------- | -------------- |
| Estados Unidos | Billboard México Airplay  | #3             |
| Estados Unidos | Billboard Spanish Airplay | #2             |
| México         | AMPROFON - Top 100        | #2             |
| México         | México - 40 principales   | #1             |
| México         | México - Radio 100        | #1             |
| México         | Telehit - Top Ten Chart   | #2             |